# Ilja Kulik
Ilja Aleksandrowicz Kulik, ros. Илья Александрович Кулик (ur. 23 maja 1977 w Moskwie) – rosyjski łyżwiarz figurowy startujący w konkurencji solistów. Mistrz olimpijski z Nagano (1998), wicemistrz świata (1996), mistrz Europy (1995), zwycięzca finału Grand Prix (1997), mistrz świata juniorów (1995) oraz dwukrotny mistrz Rosji (1997, 1998). Po zakończeniu kariery amatorskiej w 1998 roku, występował w rewiach łyżwiarskich m.in. Stars on Ice, Ice All Stars, Festa On Ice.
10 czerwca 2002 roku w San Francisco poślubił utytułowaną łyżwiarkę figurową Jekatierinę Gordiejewą, dwukrotną mistrzynię olimpijską (1988, 1994) w parach sportowych, którą poznał podczas rewii łyżwiarskiej w 1998 roku (jeździli w parze podczas programów grupowych). 15 czerwca 2001 roku na świat przyszła ich córka Jelizawieta (Liza). W 2016 roku, w jawnym raporcie sądu hrabstwa Orange potwierdzono, że 26 lutego 2016 Kulik wniósł sprawę o rozwód z Gordiejewą.

## Osiągnięcia
| Zawody                                | 92–93          | 93–94          | 94–95          | 95–96          | 96–97          | 97–98          |                |                |                |                |                |                |                |                |                |                |                |
| Międzynarodowe                        | Międzynarodowe | Międzynarodowe | Międzynarodowe | Międzynarodowe | Międzynarodowe | Międzynarodowe | Międzynarodowe | Międzynarodowe | Międzynarodowe | Międzynarodowe | Międzynarodowe | Międzynarodowe | Międzynarodowe | Międzynarodowe | Międzynarodowe | Międzynarodowe | Międzynarodowe |
| ------------------------------------- | -------------- | -------------- | -------------- | -------------- | -------------- | -------------- | -------------- | -------------- | -------------- | -------------- | -------------- | -------------- | -------------- | -------------- | -------------- | -------------- | -------------- |
| Igrzyska olimpijskie                  |                |                |                |                |                | 1              |                |                |                |                |                |                |                |                |                |                |                |
| Mistrzostwa świata                    |                |                | 9              | 2              | 5              |                |                |                |                |                |                |                |                |                |                |                |                |
| Mistrzostwa Europy                    |                |                | 1              | 3              | 4              |                |                |                |                |                |                |                |                |                |                |                |                |
| CS Finał Champions Series             |                |                |                | 4              | 4              | 1              |                |                |                |                |                |                |                |                |                |                |                |
| CS NHK Trophy                         |                |                |                |                | 2              | 1              |                |                |                |                |                |                |                |                |                |                |                |
| CS Skate America                      |                |                |                | 6              |                |                |                |                |                |                |                |                |                |                |                |                |                |
| CS Skate Canada International         |                |                |                |                | 2              | 2              |                |                |                |                |                |                |                |                |                |                |                |
| CS Trophée de France                  |                |                |                | 1              |                |                |                |                |                |                |                |                |                |                |                |                |                |
| Finlandia Trophy                      |                |                |                | 2              |                |                |                |                |                |                |                |                |                |                |                |                |                |
| Memoriał Karla Schäfera               |                |                | 3              |                |                |                |                |                |                |                |                |                |                |                |                |                |                |
| Nebelhorn Trophy                      |                |                | 1              |                |                |                |                |                |                |                |                |                |                |                |                |                |                |
| Międzynarodowe: Kategorie młodzieżowe |                |                |                |                |                |                |                |                |                |                |                |                |                |                |                |                |                |
| Mistrzostwa świata juniorów           | 3              | 11             | 1              |                |                |                |                |                |                |                |                |                |                |                |                |                |                |
| Krajowe                               |                |                |                |                |                |                |                |                |                |                |                |                |                |                |                |                |                |
| Mistrzostwa Rosji                     |                |                | 2              | 2              | 1              | 1              |                |                |                |                |                |                |                |                |                |                |                |

## Filmografia
- 2000: Światła sceny – Sergei
- 1999: Michelle Kwan Skates to Disney's Greatest Hits – on sam